# Слип-трейн-арена
 «Слип Трейн-арена»  (англ. Sleep Train Arena) — крытая арена, расположенная в Сакраменто, Калифорния, США. С момента открытия в 1988 году по 2016 год являлась домашней ареной для команды Национальной баскетбольной ассоциации «Сакраменто Кингз». Ежегодно сооружение принимало более 200 различных мероприятий.

## История
«Слип Трейн-арена» расположена в северной части города. Строительство арены обошлось всего в 40 млн долларов, что делало «Слип Трейн-арена» самой дешевой из всех арен в НБА. Также «Слип Трейн-арена» — долго время была самой маленькой ареной в НБА по размерам и по вместимости (17 317). В 2006 году прошла кампания по строительству новой арены в центре Сакраменто. Предварительная стоимость строительства составляет 600 млн долларов.
Титульным спонсором арены до 2011 года являлась энергетическая компания ARCO. В марте 2007 года братья Малуфы анонсировали долголетнее соглашение на продление прав на название с компанией. В феврале 2011 года права на название истекли и арена заключила новый договор с компанией Power Balance. С 1 марта 2011 года арена носила название «Пауэ Бэлэнс-павильон». 15 октября 2012 года было объявлено новое название стадиона — «Слип Трейн-арена», титульным спонсором выступает крупнейший ретейлер матрацев на Западном побережье Sleep Train.
8 ноября 2006 года ARCO Arena была внесена в Книгу рекордов Гиннесса за самый громкий рёв трибун. Во время игры «Сакраменто Кингз» и «Детройт Пистонс» шум составил 122,6 дБ.
Арена принимала такие ппв шоу WWE, как The Bash, Королевскую битву 1993, Судный День 2001.